# 意趣返し
| ウィキペディアには「意趣返し」という見出しの百科事典記事はありません（タイトルに「意趣返し」を含むページの一覧/「意趣返し」で始まるページの一覧）。 代わりにウィクショナリーのページ「意趣返し」が役に立つかもしれません。 |